# Madonna dell'Umiltà (Giovanni di Paolo)
La Madonna dell'Umiltà è un dipinto tempera su tavola di Giovanni di Paolo. Se ne conoscono due versioni: una leggermente più grande, databile al 1435 circa, alla Pinacoteca nazionale di Siena e una databile al 1442 circa a Museum of Fine Arts di Boston.

## Descrizione e stile
La Vergine, dipinta con un impasto sorprendentemente denso, ha una silhouette longilinea, piegata in un irreale abbraccio col figlio, non estranea a giochi lineari nella cadenza della veste, acconciata con cura principesca e seduta su un ricco cuscino di damaschi dorati. Essa siede in un giardino paradisiaco tra fiori e frutti d'ogni genere, delimitato da una fitta siepe d'alberelli da frutta, irrealisticamente bassi, che richiamano il concetto mariano dell'hortus conclusus. Poche sono le varianti tra la versione di Bostone e quella senese, riguardanti soprattutto la posa delle mani di Maria e un apporto decorativo leggermente più sobrio nella seconda.
Oltre la cortina boscosa si trova un paesaggio fiabesco di campi coltivati che circondano montagnole, su una delle quali è appollaiata una città murata, nei pressi di una riva lacustre o marina. Un altro centro fortificato si vede sulla destra. Stupisce in questo contesto un tentativo di razionalizzazione dell'andamento degli appezzamenti di terreno, delimitati da alberi microscopici e piccoli sassi bianchi secondo una rudimentale organizzazione della veduta lontana che ancora non utilizza la prospettiva.
Come in altre opere senesi (ad esempio in quelle del Maestro dell'Osservanza), l'orizzonte non è rettilineo ma curvato, a dimostrare la particolare sensibilità dei senesi sul tema del paesaggio. In alto, sullo sfondo di un cielo azzurrino dai toni delicatamnente digradanti, si intravede la colomba dello Spirito Santo.